# 点阵磁翻显示

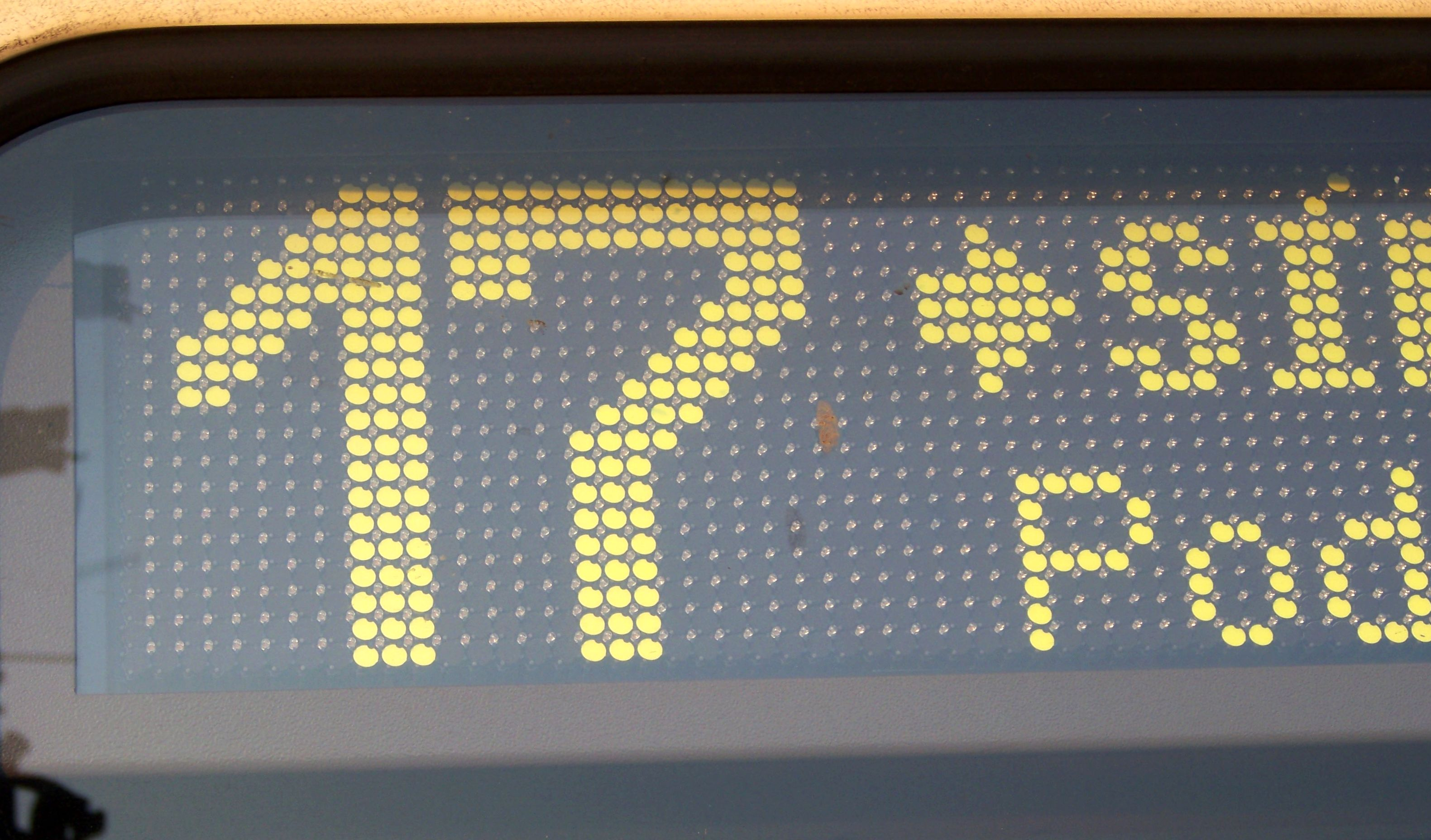
点阵磁翻显示巴士线路牌特写，可以看到每个像素点都由黑色或黄色的小圆盘组成

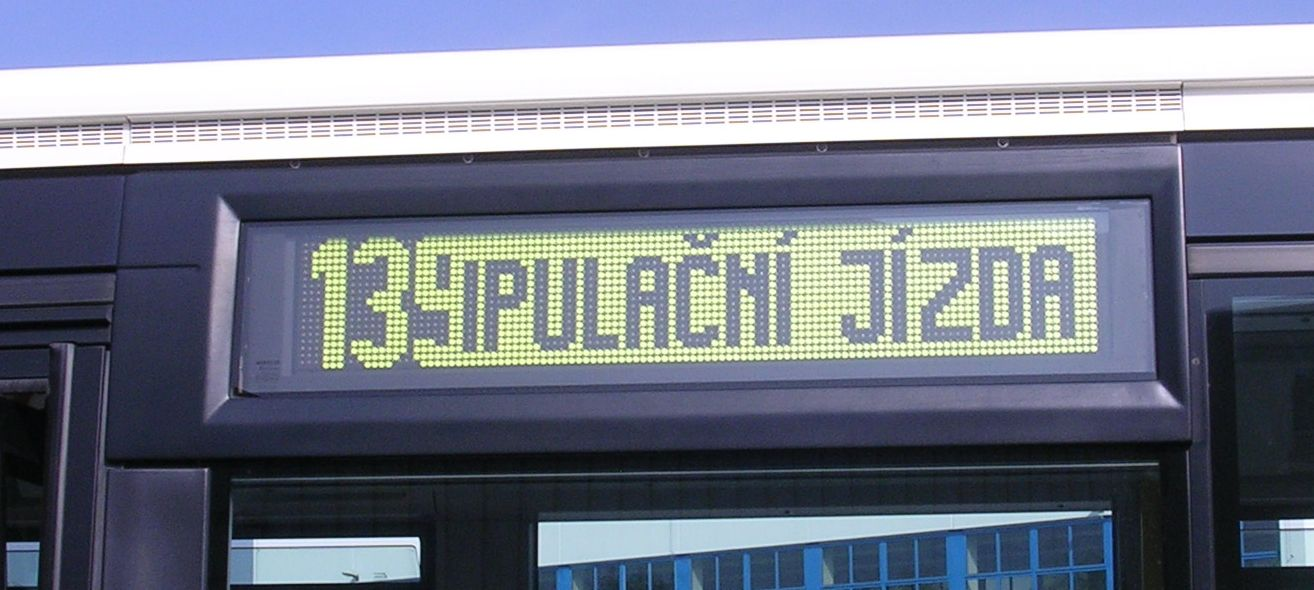
伊萨客车 Citybus 18米上的磁翻LED线路牌，拍摄时面板正在滚动修改内容。

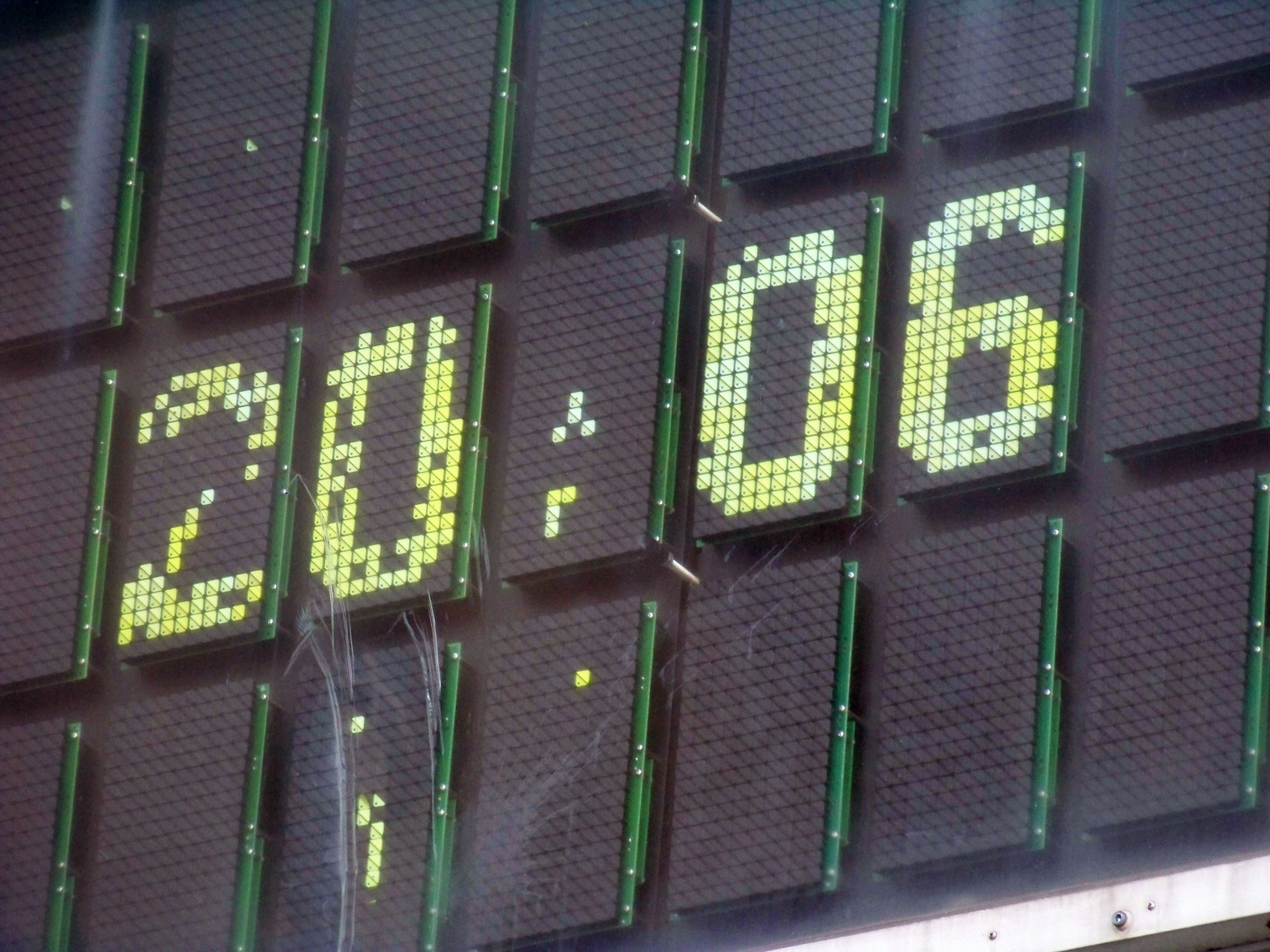
坏点是点阵磁翻显示的典型故障

点阵磁翻显示（Flip-disc Display），或称“机械翻转点阵屏”，是一种用于通常被日光直射的大型户外标志牌的机电点阵显示技术。点阵磁翻显示技术已被北美、欧洲、澳大利亚和香港的巴士用作线路牌，以及道路上的可变訊息标志。 它也被广泛用于公共场所訊息显示。 一些电视游戏节目也使用点阵磁翻显示，包括加拿大电视节目Just Like Mom, The Joke's on Us和Uh Oh!，但最引人注目的是1976年至1995年间的美国电视游戏节目家庭问答。

## 设计
点阵磁翻显示的部件，由两面分别为黑色和浅色（典型的是day-glo荧光黄）的小圆盘组成的阵列，衬以黑色背景组成。通电时，圆盘翻动至另一侧；翻动后圆盘将在不通电情况下维持在当前位置。
圆盘附在带有一小块永磁体的轴上。靠近磁体安放有一个螺线管。 通过电流给予螺线管适当的极性，轴上的永磁体会与产生的磁场匹配，带动圆盘转动。 另一种方案将磁体安装在圆盘本体上，使用两个装在圆盘两端或两侧的独立螺线管驱动翻转。
计算机化的驱动系统读取数据——通常是字符，翻动适当的圆盘，产生所需的显示内容。 部分显示面板使用螺线管的另一端拨动一个簧片开关，控制圆盘后的LED阵列，令显示面板在夜间可见而无需额外电器元件。
现有的点阵磁翻显示使用了多种不同驱动方案。 方案的基本目的都是减少驱动螺线管所需的接线和电子元件的数量。所有的共通方法都以某种矩阵连接螺线管。一种驱动方式和磁芯存储器相似：电磁线圈连接在一个简单的矩阵上。螺线管位于两条供电接线相交处，单一水平或垂直方向供电线只提供所需磁力的一半（电通量与电流成正比，电流反过来与电压成正比），两条供电线即能提供足够的电流令圆盘翻转。供电不足的圆盘（像素点）和未通电的供电线上的像素点不翻转。
通常情况下，驱动方案工作的方式是从上到下，逐一向各水平方向线路通电时向所需的垂直方向线路通电，以完成该行像素点的设定。整个显示内容设定过程需要几秒钟时间，期间发出的圆盘翻转的声音十分独特。
另一种驱动方案使用二极管隔离非工作螺线管，使得仅有需要改变的像素点圆盘翻转。这一方式耗能更低，可能也更可靠。

## 历史
点阵磁翻显示是由当时供职于Ferranti-Packard的英国电子工程师和发明家Kenyon Taylor，应环加拿大航空（Trans-Canada Airlines，今天的加拿大航空）的要求开发的。在这一系统获得专利的1961年，环加拿大航空已经失去了兴趣，Ferranti的管理层也不认为这项目很有趣。
点阵磁翻显示系统的第一个大机遇出现在1961年，当时蒙特利尔证券交易所决定对交易信息显示方式进行现代化改造。Ferranti-Packard和西屋竞标这个项目，后者的方案采用电致发光技术。Ferranti在与交易所新办公室一路之隔的一处废弃仓库，搭建了一个实物模型，以手工上色和翻转的像素点展示系统如何工作，最终赢得了合同。像素点慢慢被可用的运作模块代替。价值70万加元的系统（相当于2017年的600万加元）曾被进度延误和技术问题所困扰，但当其达到完全可用后被认为十分可靠。
点阵磁翻显示系统在当时相对昂贵，原因是采用了人工建造，显示部件的“缝合”通常由女性完成，与磁芯存储器的建造过程多少还十分相似。更糟糕的是，Ferranti签订的维护合同，到1971年每月亏损12000加元。工程和维修部门的重组佐证了这一问题，随后系统造价开始下跌。至1977年这一系统赢得了世界上半数主要证券交易所的青睐。
随着造价下跌，点阵磁翻显示系统更广泛的用途很快得到发掘，尤其是高速公路的标志和公共交通的信息系统。在欧洲和美国，基于同一技术的机械七段数字显示成为加油站显示价格的普遍手段。1974年Ferranti发起了一个项目，为公共汽车和火车的车头开发小型化版本。至1977年，点阵磁翻显示系统带来的收入已经超过其他业务线。点阵磁翻显示面板经常需要小规模的维护以释放“卡住”的像素点圆盘。

## 替代技术

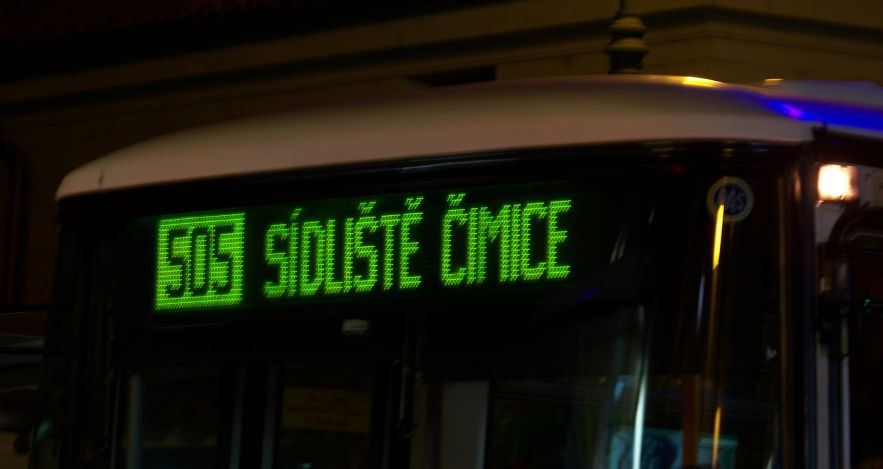
在晚间工作的点阵磁翻-LED显示

点阵磁翻显示系统分布依然广泛，但是在新设备上已经难觅踪迹。他们的位置已经由基于发光二极管（LED）的产品取代，LED恒定地而非在变换显示内容时消耗少量电能，但是在光暗环境下更加易读，并且没有活动部件，很少需要维护。
一些生产商提供组合点阵磁翻和LED技术的显示面板（每个像素点圆盘都有各自的LED），从而结合其优势。例如，捷克布兰斯科的BUSE公司向中东欧供应拥有专利的 点阵磁翻-LED显示面板。这种结合技术被用于大部分新公共汽车和有轨电车的外部显示。

## 图集

内部结构
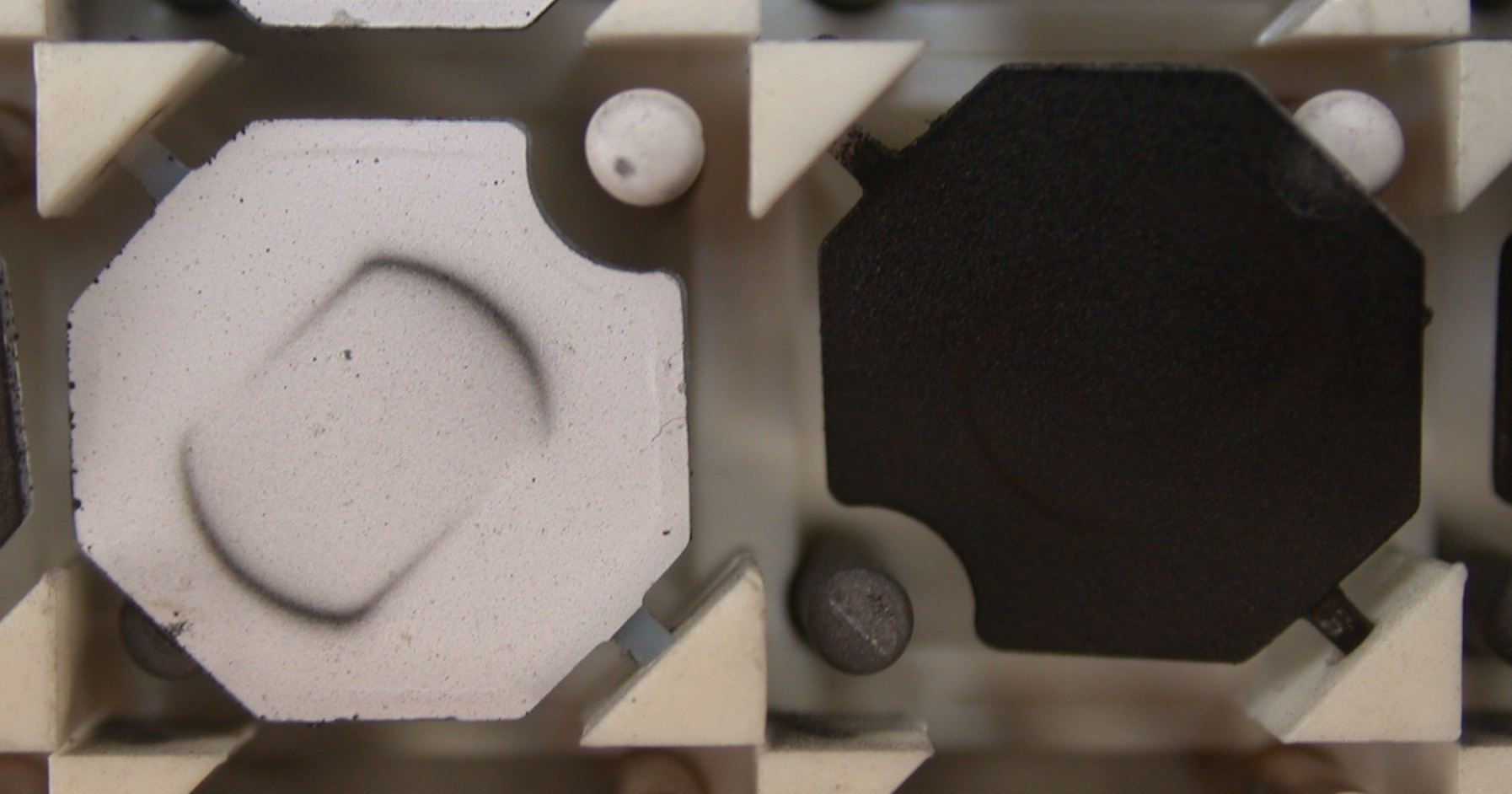
点阵磁翻显示部件（特写）： 圆盘围绕装在两侧三角柱上的轴旋转。可见驱动旋转的磁铁被嵌入到圆盘上。圆盘下方是驱动用的螺线管；通电时，三角柱之间产生磁场，使圆盘翻动。当圆盘击中圆柱时停止旋转。
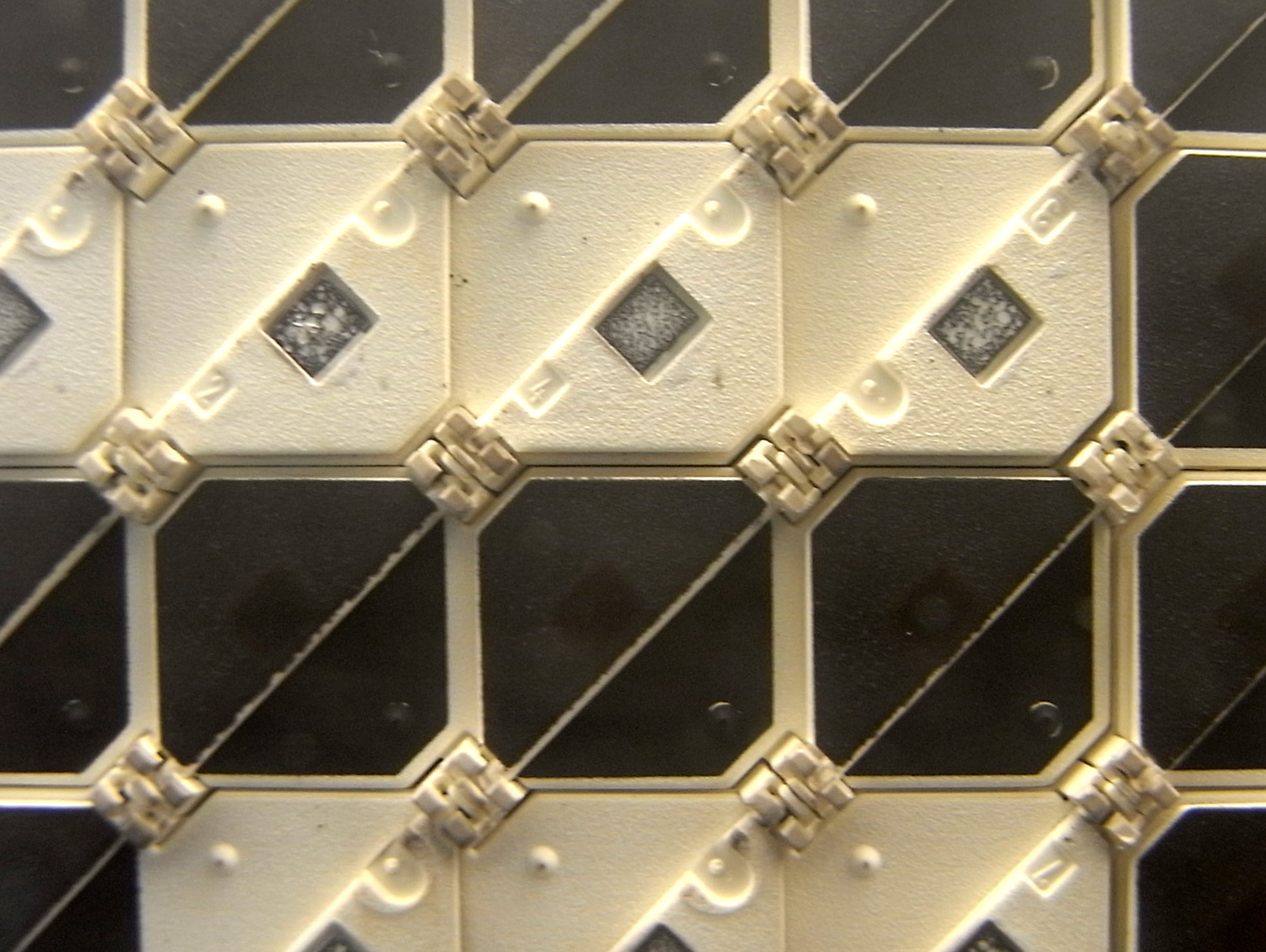
近距离特写，该系统采用了方形像素点和三角形翻板
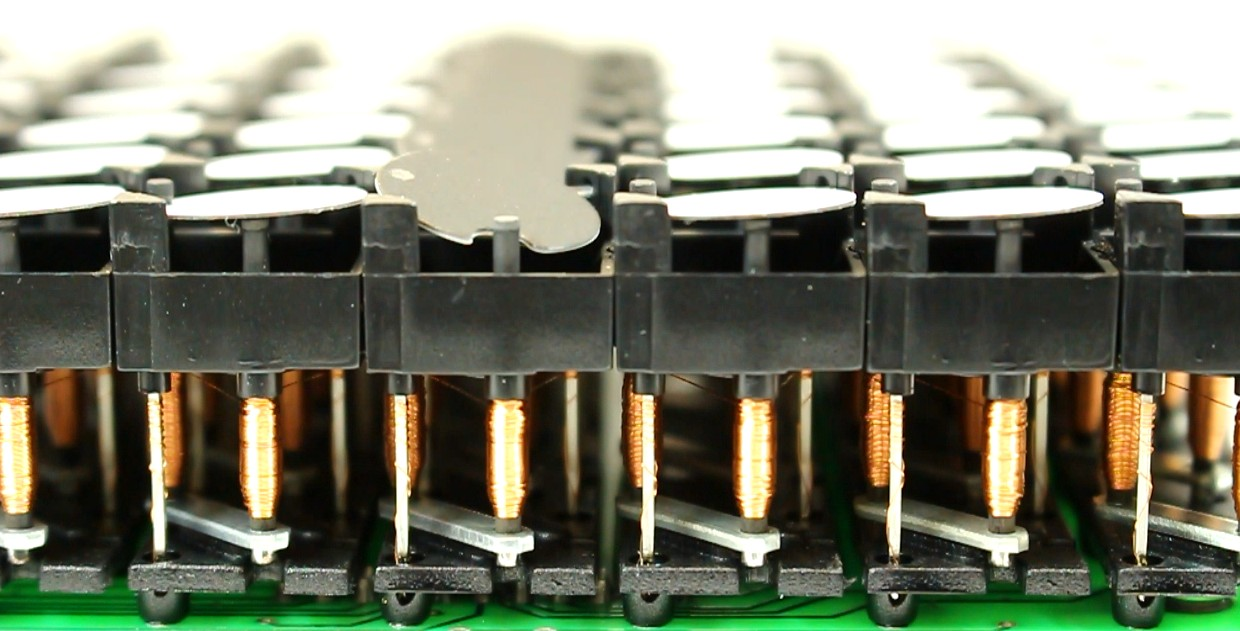
点阵磁翻显示部件阵列侧面特写，可见白色的像素点圆盘和下方的螺线管
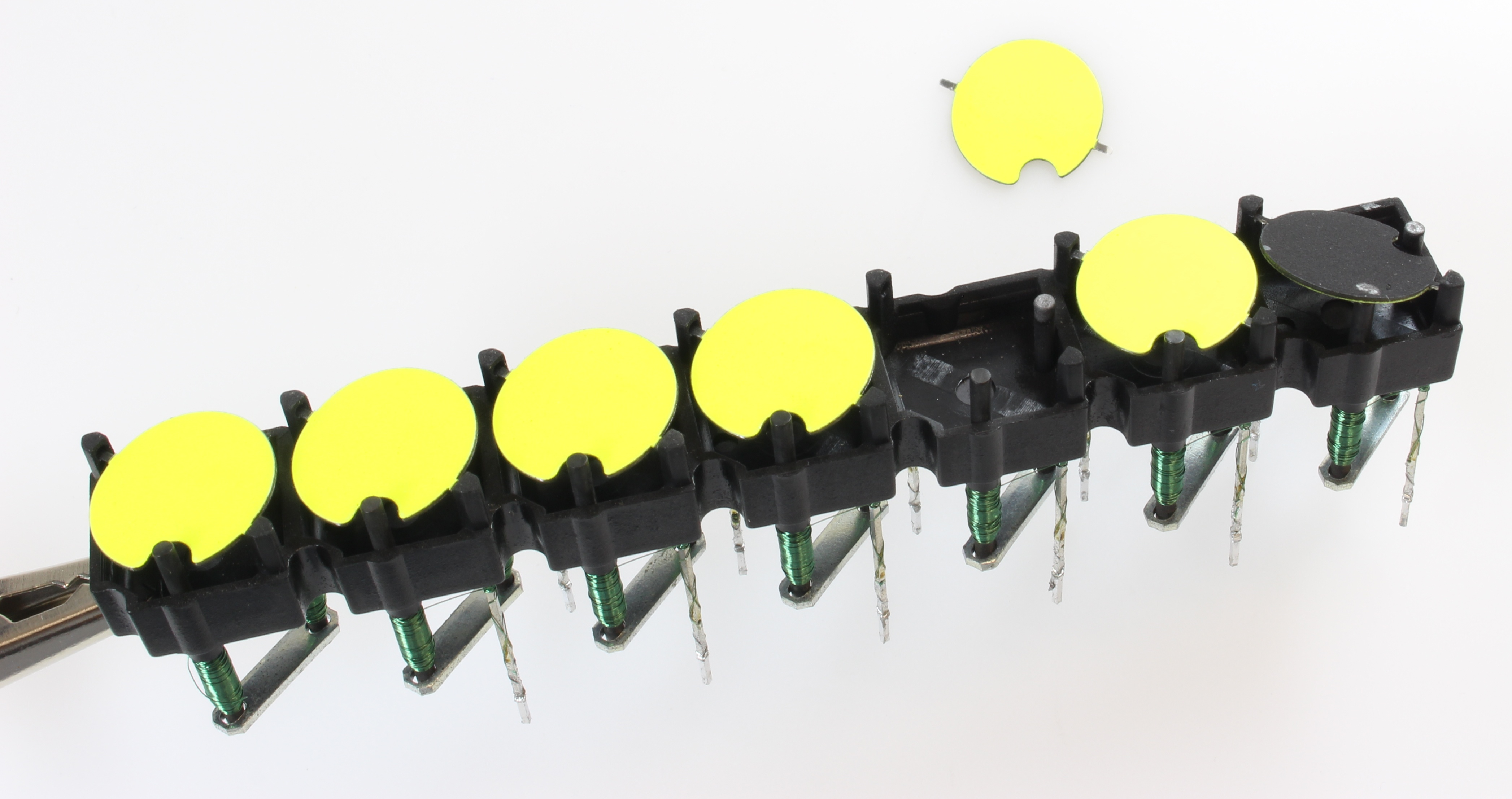
一排点阵磁翻显示部件，采用黄色像素点圆盘
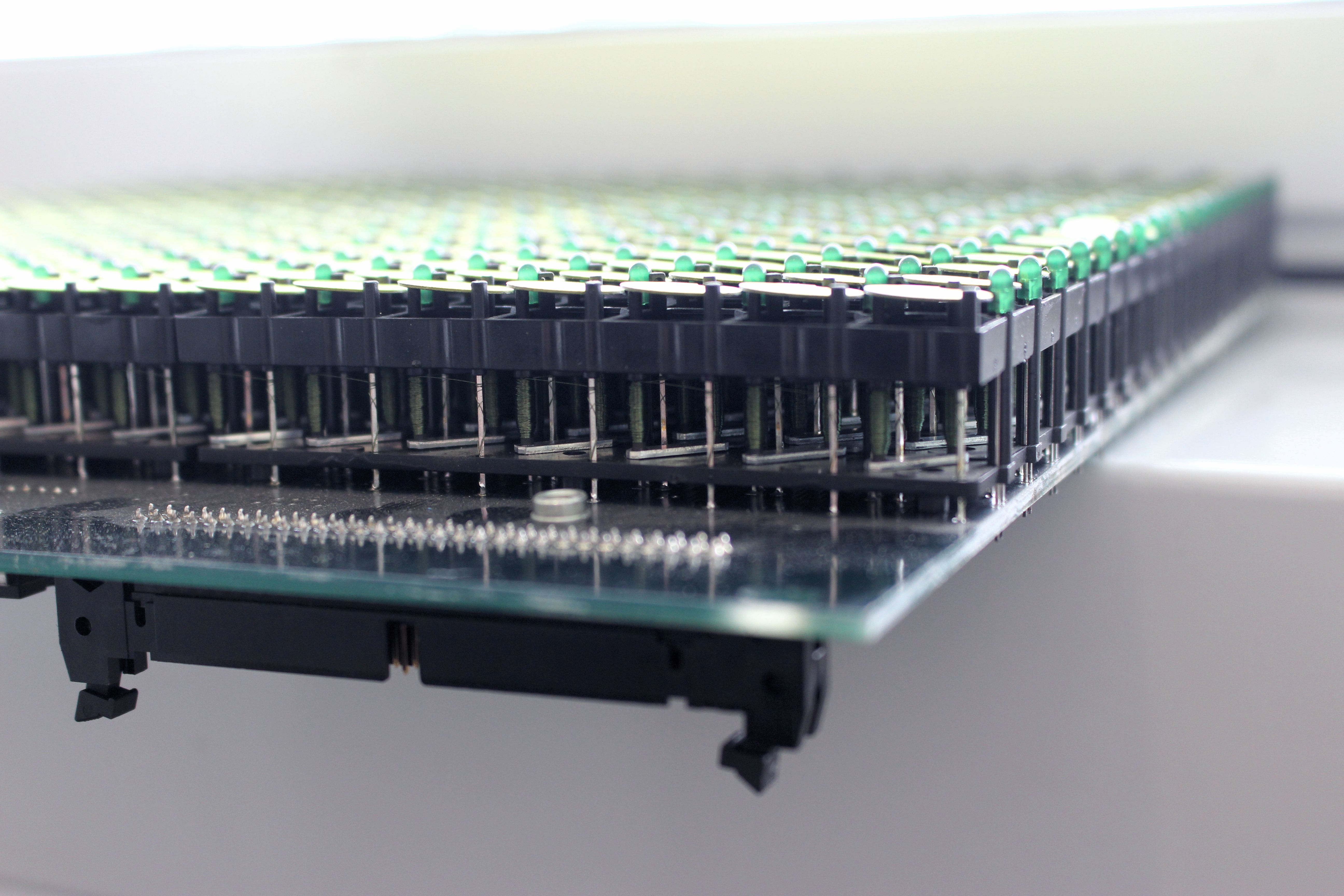
点阵磁翻显示部件阵列侧面特写，像素点带有LED照明

应用
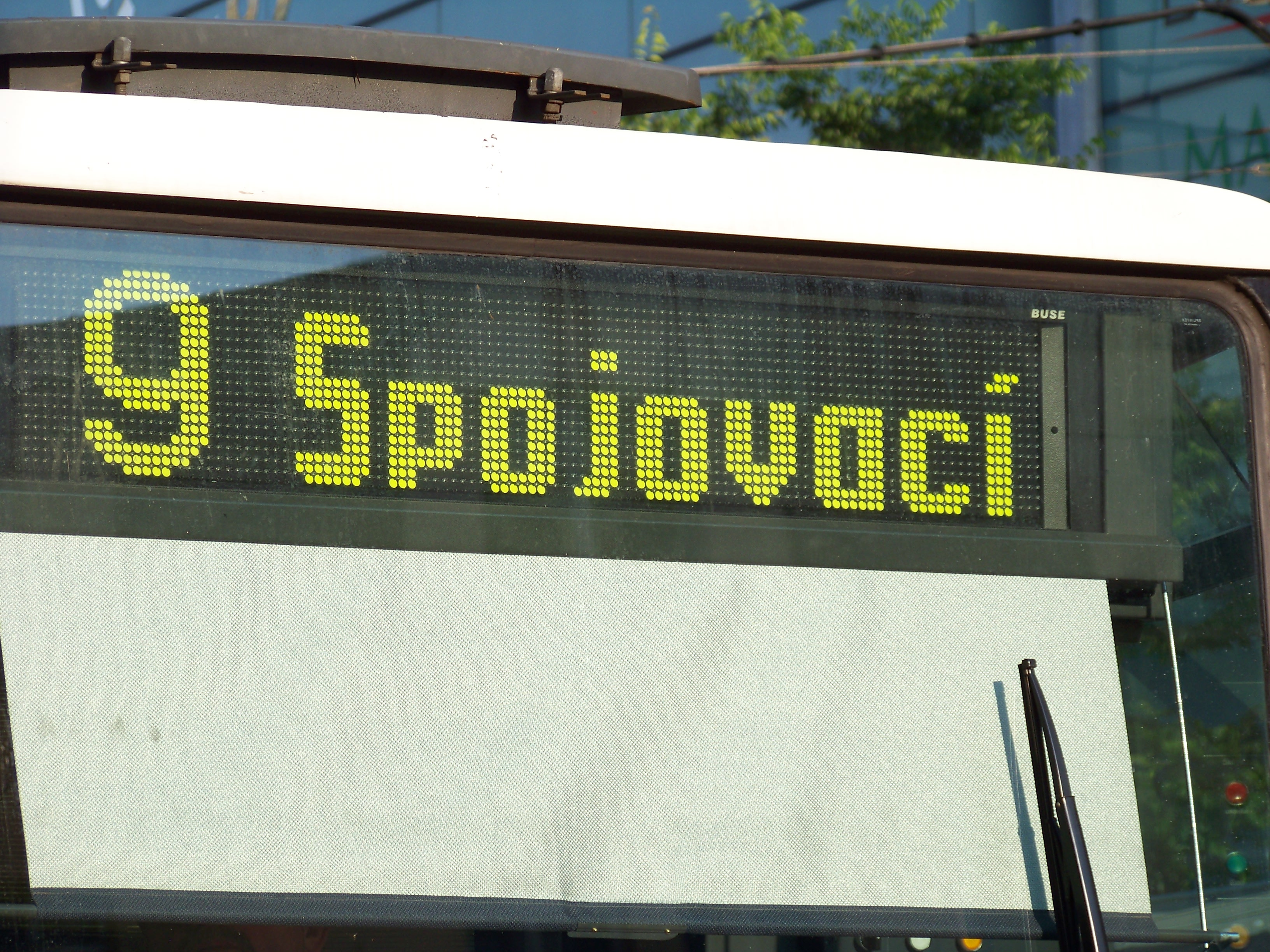
显示公共交通系统的目的地和线路编号，图中用于捷克布拉格的一辆有轨电车
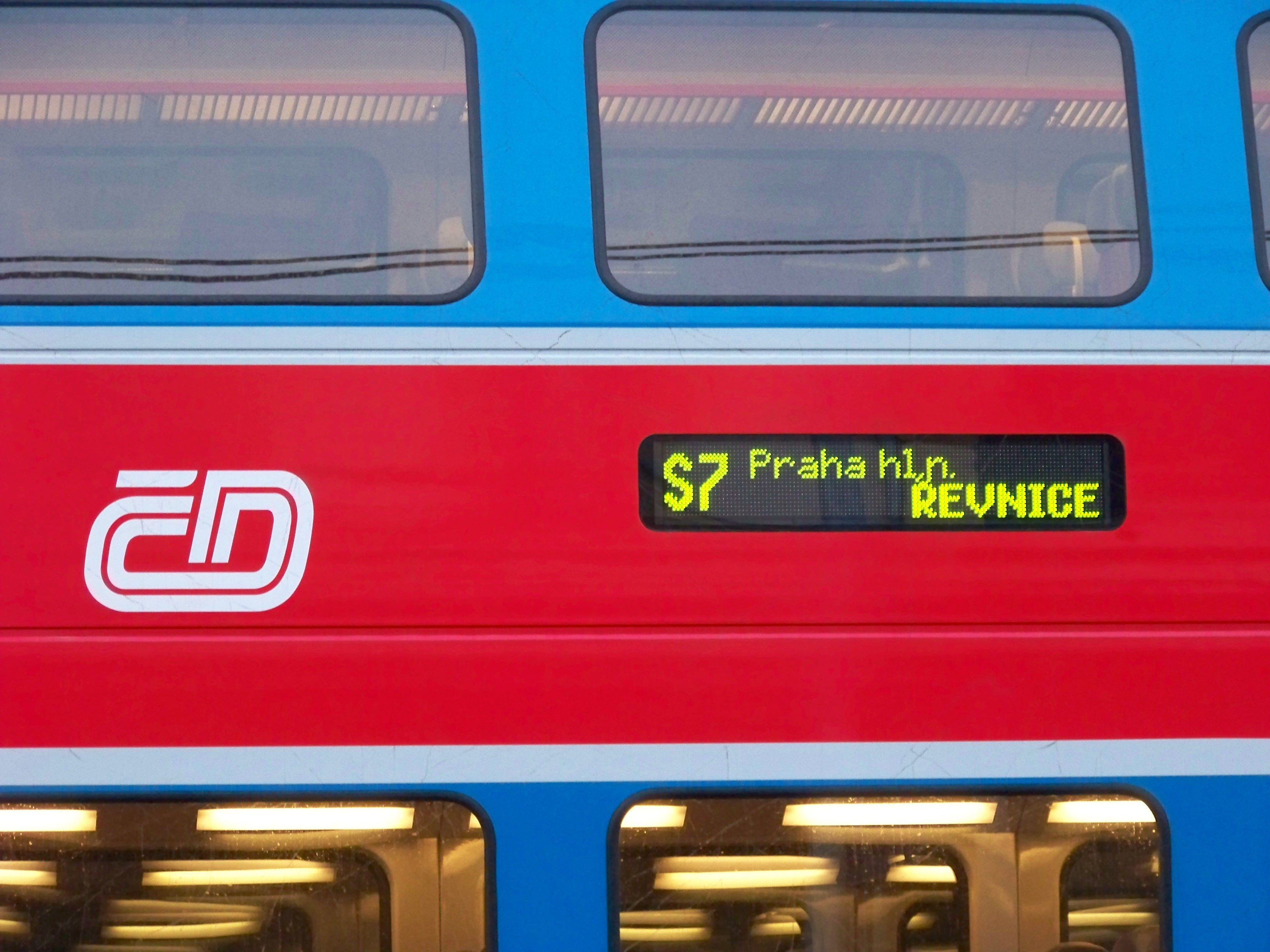
显示公共交通系统的目的地和线路编号，图中用于捷克布拉格郊区的一列火车
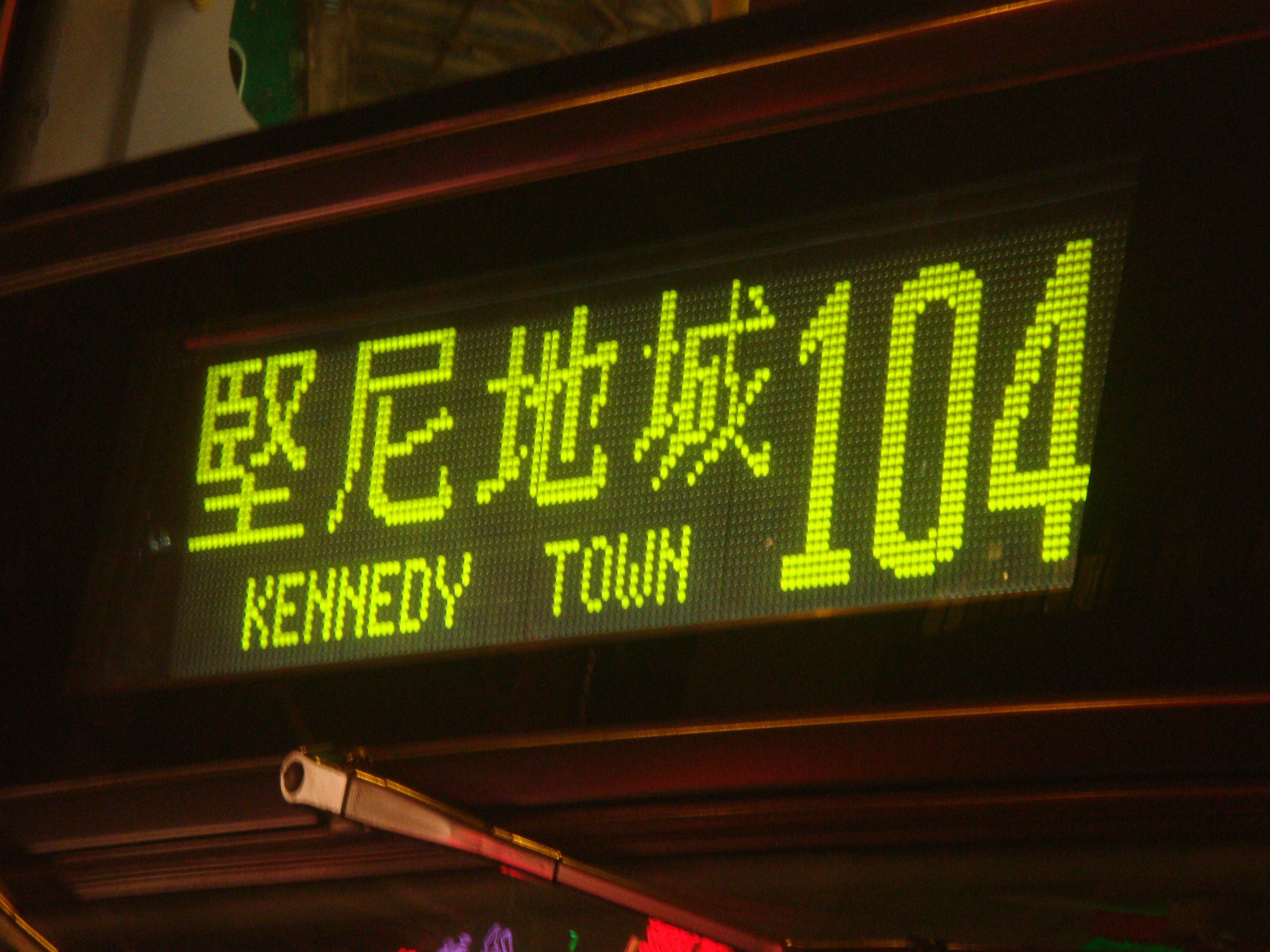
点阵磁翻显示可以同时显示中文、英文和数字（摄于香港九巴一辆B9TL，磁翻线路牌的点阵自带LED照明）
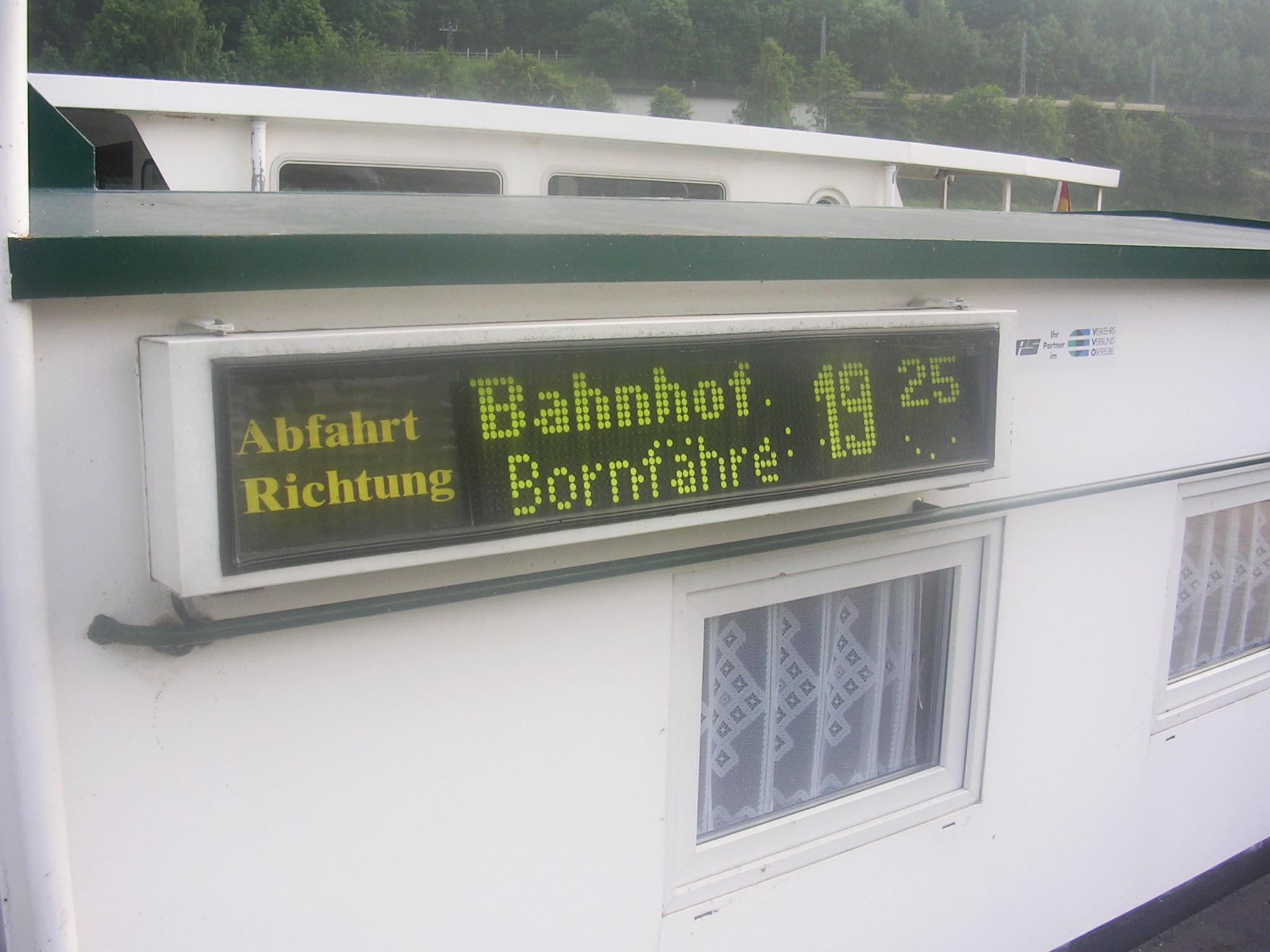
公共交通车站和枢纽的班次显示板（摄于德国巴特尚道的易北河渡轮）
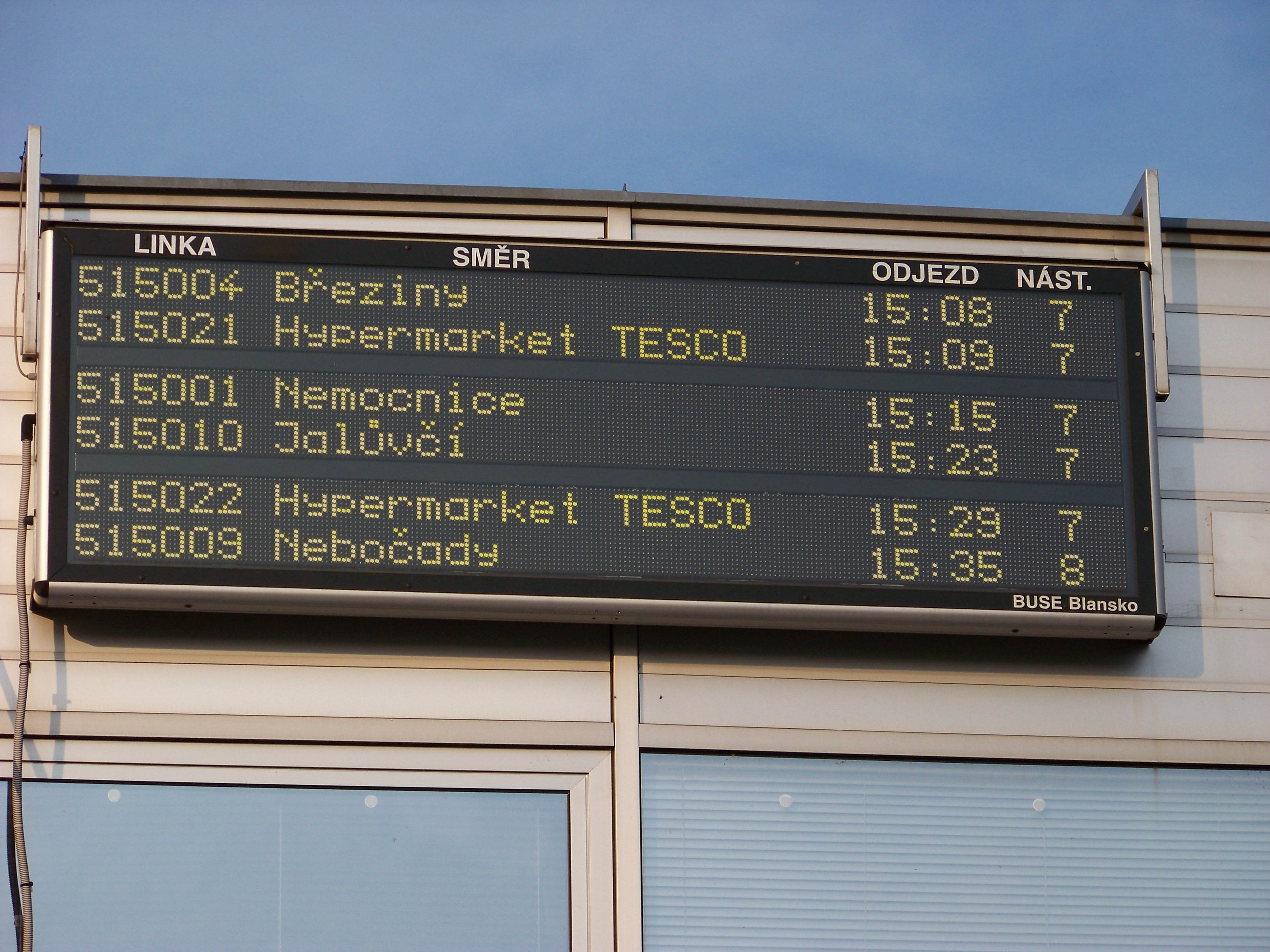
公共交通车站和枢纽的班次显示板（摄于捷克杰钦）
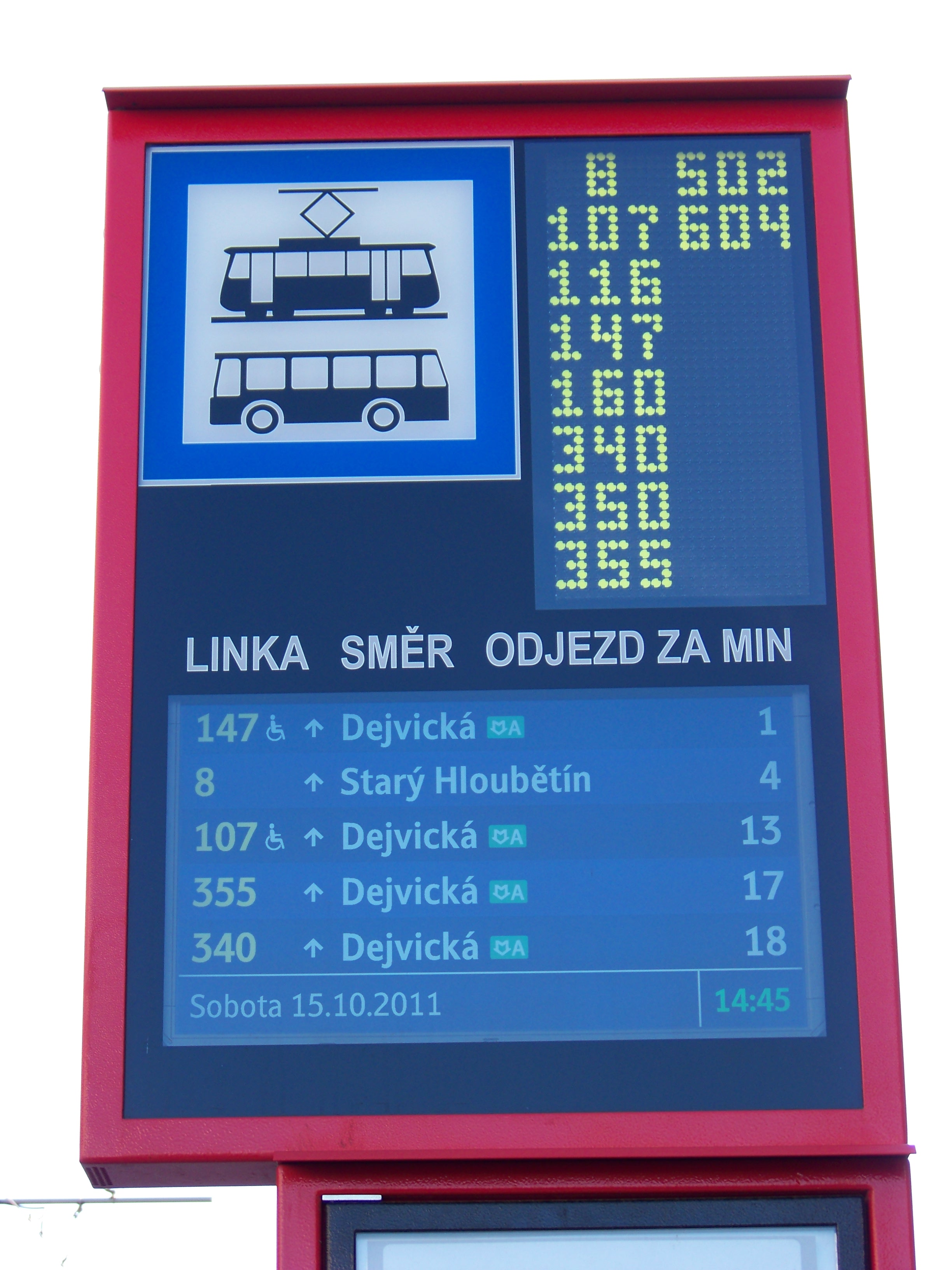
公共交通车站的站牌（摄于捷克布拉格）
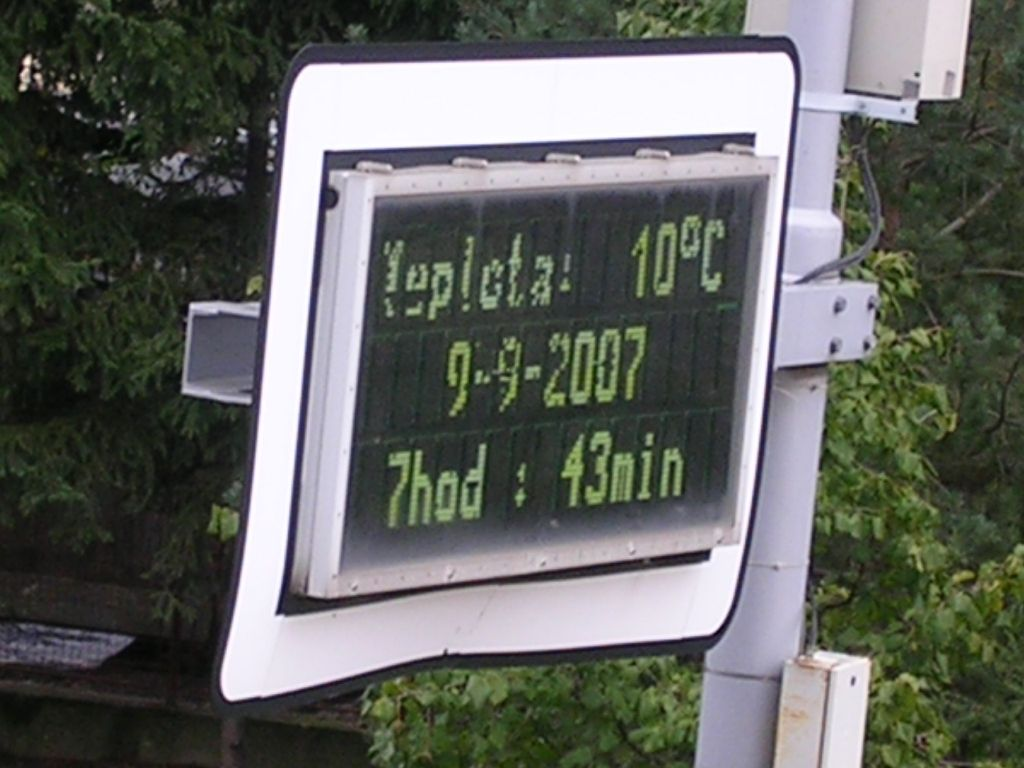
道路交通信息显示（摄于捷克布拉格）